# 297 (numero)
Duecentonovantasette (297) è il numero naturale dopo il 296 e prima del 298.

## Proprietà matematiche
- È un numero dispari.
- È un numero composto con divisori: 1, 3, 9, 11, 27, 33, 99, 297. Poiché la somma dei suoi divisori (escluso il numero stesso) è 183 < 297, è un numero difettivo.
- È un numero decagonale e un numero 100-gonale.
- È parte delle terne pitagoriche (60, 297, 303), (297, 304, 425), (297, 396, 495), (297, 504, 585), (297, 1320, 1353), (297, 1620, 1647), (297, 4004, 4015), (297, 4896, 4905), (297, 14700, 14703), (297, 44104, 44105).
- È un numero fortunato.
- È un numero di Kaprekar.
- È un numero palindromo e un numero a cifra ripetuta nel sistema di numerazione posizionale a base 26 (BB) e in quello a base 32 (99).

## Astronomia
- 297P/Beshore è una cometa periodica del sistema solare.
- 297 Caecilia è un asteroide della fascia principale del sistema solare.

## Astronautica
- Cosmos 297 è un satellite artificiale russo.